# جوستو ترایینا

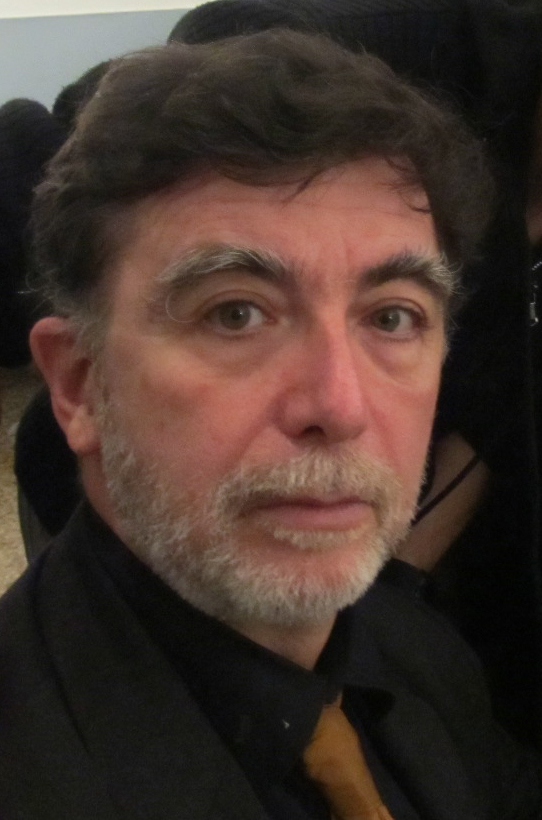
جوستو ترایینا.

جوستو ترایینا (به ایتالیایی: Giusto Traina) زادهٔ ۱۹۵۹ /۱۳۳۸) تاریخدان ایتالیایی و استاد تاریخ روم در دانشگاه سوربن پاریس است. او نویسنده چندین کتاب و مقاله است. در آغاز علاقه به جغرافیای باستان داشت، اما و اکنون توجه بیشتری به تاریخ ارمنستان باستان دارد. در سال ۲۰۱۱ جایزه تاریخی ای در ایتالیا برای کتابش بنام «بازداشتن روم: نبرد حران، ۹ ژوئن سال ۵۳ میلادی» را دریافت کرد.
از میان همکاری‌ها و فعالیت‌های علمی او می‌توان به فعالیت‌های پژوهشی در مؤسسهٔ آنتیکه-کولگ برلین (تابستان ۲۰۱۴) و بنیاد بوگلیاسکو (فوریه ۲۰۱۶) و مؤسسهٔ توپوی برلین (بهار ۲۰۱۶ و تابستان ۲۰۱۷) اشاره کرد.